# Katie Leung

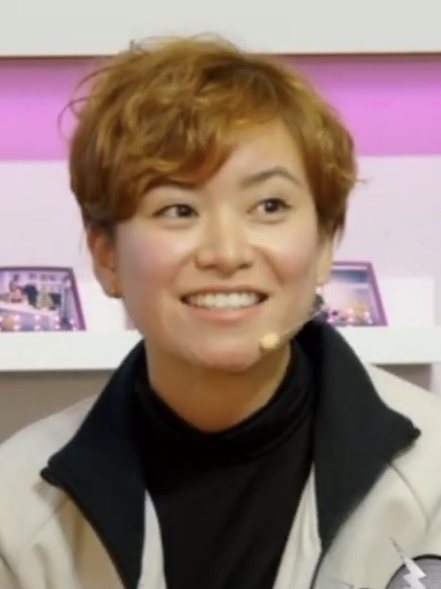
Katie Leung.

Katie Liu Leung, född 8 augusti 1987, är en skotsk skådespelare. Hon är mest känd som Cho Chang i filmatiseringen av Harry Potter-böckerna. Rollen som Cho Chang är hennes första roll.

## Filmografi
- 2005 - Harry Potter och den flammande bägaren
- 2007 - Harry Potter och Fenixorden
- 2009 - Harry Potter och halvblodsprinsen (En scen)
- 2011 - Harry Potter och dödsrelikerna del 2 (två scener)